# 纸雕
纸雕，又名纸浮雕。起源于中国汉代，是一种以纸为创作素材，刻刀为辅助塑形工具，经过画，雕刻，粘贴等一系列工序，做出立体具有雕塑美感的工艺品的手工艺技术。
纸雕艺术品的形态会受到原材料纸材质的不同，创作者雕刻功力与风格的不同的影响而产生许多差别。作为一种对雕刻者的技艺有着严格要求的民间艺术，纸雕艺术品至今仍由手工完成，少部分纸雕作品被批量生产作为普通民众日常生活中的装饰品。

## 历史及发展
作为一种以纸为创作基础的艺术，纸雕艺术是伴随着纸的产生而产生的。中国汉代，宦官蔡伦改进了造纸术，由此产生真正意义上的纸，纸雕艺术的发展至此开始。由最开始的扎纸人、折纸等，到后来古代母亲会在女儿出嫁时，为她准备好自己亲手折雕的纸雕艺术品样品（此处被称为“花本子”），与其他女红的必用品---针线，鞋样，袜样、帽样等放在一起，作为未来在夫家时生活用品的制作模板，纸雕作为传统妇女必需的生活技艺，因此成为一种民间艺术一代代流传。
纸雕在欧洲大陆的发展，可以追溯到17世纪左右。至今17世纪的纸雕作品的代表，就有一些被陈列在英国格林威治国家海洋博物馆内。
到了近现代，随着传播媒介的发展，纸雕艺术也渐渐不再只是民间艺人的传统技艺，渐渐走进大众视野。而如今，纸雕作品不仅是一种艺术品，更是渐渐作为家常装饰品走进大众生活。在图书业中，立体纸雕也是一种极受欢迎并且具有商业利益的插图媒介。并且如今纸雕艺术品的展览也是数不胜数，例如2015年的云壹日本纸雕艺术展，2016年的上海国际手工特展中的纸雕展览等。

## 制作方法
如今纸雕作品的制作，分为免刻与手刻两种方式。

### 免刻
市场上常见的免刻纸雕，包装内会提供已经在工厂用机器压出图案的模具。使用者只需要用手沿着模具边缘按压，得出一个个零散部件，再经过拼接，便可以做出一个完整的纸雕作品。

### 手刻
手刻纸雕模板对于制作者有着刀工与注意力的高度要求。制作者首先要在纸上画出纸雕的模板，再用刻刀将图案一一刻出，拿出来按顺序整理。用整形笔将零件的背面压平，将刻画时导致的画作皱缩去除。接着就要用到勾边笔明晰画的线条，使作品更具有立体感。接着最关键的一步便是零件的粘贴。将被处理过的画根据顺序一一粘贴，使其具有雕塑一般的立体美感。最后便是作品的烘干。

## 纸雕的流派
发展了数千年的纸雕艺术，经过18世纪中叶的鼎盛时期后，渐渐清晰地分为如今的三个流派：立体派、实验派、刻板纸雕。而其中最为主流的便是刻板纸雕。它的起源与中国传统纸雕息息相关。它发展的过程中，不断糅合版画与工笔画的特点，形成了独具特色的发展优势。出身于传统文化，刻板纸雕的主题与中国传统文化也无比贴合。其创作主题，由中国山水，人物等，有非常深厚的民间特色。正所谓取自民间，去往民间。刻板纸雕的发展，一直紧跟着时代的步伐，始终如一地坚持着中国特色。

## 纸雕大师
- Calvin Nicholls  加拿大纸雕艺术家 [1]
- 李洪波  中国纸雕艺术家[2]
- Jeff Nishinaka  美国艺术家[3]